# Sonográfica
Sonográfica es una empresa discográfica con sede en Caracas, Venezuela. Pertenece al grupo Empresas 1BC, también propietario de RCTV y Radio Caracas Radio, entre otras empresas.
A mediados de los años 80, comenzó a apoyar al talento musical venezolano, a raíz de la salida del decreto presidencial popularmente conocido como Uno por Uno, que obligaba a las emisoras de radio a transmitir una canción de producción nacional por cada canción de un intérprete extranjero. Así surgieron numerosos artistas venezolanos como Ilan Chester, Daiquirí, Franco De Vita, Rudy La Scala, Yordano, Elisa Rego, entre otros artistas y agrupaciones. Como asesor musical fue contratado el compositor y arreglista colombiano Álvaro Serrano Calderón.
Durante toda la trayectoria que tuvo esta disquera, siempre mantuvo rivalidad con su contraparte de la Organización Cisneros, la productora Rodven Discos y su filial, Distribuidora Sonorodven. Así, cada publicación que surgiese de esta última, era de inmediato emulada por ésta.
Sonográfica sólo distribuía -tal y como define su denominación completa- las producciones discográficas, las cuales salían de la productora Sonoindustrial y que a veces eran grabadas en su estudio de grabación, llamado Estudios Telearte. Tal fue la popularidad de las producciones de Sonográfica, que realizó alianzas temporales con los sellos disqueros venezolanos Palacio de la Música y Velvet, para impulsar a los artistas contratados por estas disqueras, que ahora solo producen discos basándose en sus materiales de archivo (también conocidos como Discos de catálogo). Posteriormente, la declinación del negocio discográfico hizo que esta empresa fuera vendida a otro grupo económico.
En la actualidad, Sonográfica aún existe pero está lejos de ser la empresa impulsora del talento nacional que fue en sus principios, al ser afectada por el surgimiento de la duplicación y venta de copias no autorizadas de discos compactos (impropiamente denominada piratería discográfica) y por la ausencia de vinculación al Grupo 1BC, que le dio respaldo en sus inicios.

## Polémicas
Al igual que su contraparte (y "eterna rival", como afirman muchos discófilos que siguieron esta clásica lucha) Sonorodven, Sonográfica no escapó de la censura y las controversias a causa de muchas de sus producciones. A continuación, unos ejemplos:
En 1990, el gobierno del presidente de la república Carlos Andrés Pérez prohibió la reproducción pública de la gaita navideña "La Gata Blanca"; la opinión pública de entonces supuso que la prohibición, más que por su contenido político (atacaba a dos figuras políticas), se debía a causa de dos palabrotas que el intérprete de la misma decía.
En 1991, el disco "Las Odas de Emilio Lovera" producido por el humorista Laureano Márquez e interpretado por el humorista Emilio Lovera fue vetado y sus responsables fueron llamados por el entonces Ministerio de Transporte y Comunicaciones, ya que ofendieron verbalmente al Presidente de la República de aquel entonces (antes mencionado), así como a muchas otras figuras políticas de entonces.
En 1994, tras un conflicto que se suscitó entre el cantante de música balada pop venezolano Ricardo Montaner y la disquera Sonorodven, Sonográfica admite en su seno a dicho artista; lo cual es motivo de un disputa legal entre ambas compañías y el acrecentamiento de la pugna que ambas sostenían desde hacían 14 años.
Entre los sellos internacionales con los cuales tenía acuerdos cabe destacar el sello discográfico alemán Deutsche Grammophon, para los cuales realizaba corte de acetato y mastering de casete, tanto para Venezuela como el resto de Latinoamérica.